# مسجد سرکوچه
مسجد سرکوچه محمدیه مربوط به سدهٔ ۴ و ۵ ه.ق است و در محمدیه (نائین)، و درست در مرکز بافت قدیم این محل قرار دارد. این بنا فاقد صحن یا حیاط بوده، پلان آن به صورت مستطیل شکل با گنبدی در مرکز ساخته شده است.
از ویژگی‌های مهم بنای تاریخی مسجد سرکوچه محمدیه کتیبه‌های کوفی متعدد در قسمت فوقانی دیوارها و گنبد مسجد بوده که کل کتیبه‌های آن با رنگ لاجوردی روی گچ و با خط کوفی ترسیم شده و سرتاسر بخش بالایی دیوارهای درونی مسجد را در بر می‌گیرد. قسمت ساقه گنبد کوچک آن آیه ۱۸ سوره توبه ترسیم شده است.
در قسمتی از مسجد نام عشره مبشره به اضافه بسم الله الرحمن الرحیم نمایان است. روبروی محراب تاریخ کتیبه‌ها به خط عربی به سال ۴۶۹ هجری قمری دیده می‌شود.
این مسجد پلانی کاملاً متفاوت از دیگر مساجد تاریخی داشته و آن به صورت مستطیل شکل با گنبدی خشتی در وسط بنا ساخته شده است. مسجد کاملاً ساده و کوچک ساخته شده که بر اساس شواهد از جمله نوع پلان، مصالح موجود، کتیبه‌های کوفی و محراب کاه‌گلی موجود در زیر کتیبه‌ها، تاریخ ساخت آن متعلق به قرون اولیه هجری می‌باشد و قدیمی‌ترین مسجد نائین نیز محسوب می‌شود.
این بنا فاصله چندانی با مسجد جامع محمدیه ندارد اما در حال حاضر در کوچه پس کوچه‌های محمدیه قرار گرفته و کمتر مورد بازدید گردشگران قرار گرفته است.
و این اثر در تاریخ ۲۰ خرداد ۱۳۲۱ با شمارهٔ ثبت ۳۵۵ به‌عنوان یکی از آثار ملی ایران به ثبت رسیده است.